# Bernd Baselt
Bernd Baselt (* 13. September 1934 in Halle (Saale); † 18. Oktober 1993 in Hannover) war ein deutscher Musikwissenschaftler. Er war Professor an der Martin-Luther-Universität in Halle. Seit 1991 war er ordentliches Mitglied der Sächsischen Akademie der Wissenschaften.
Sein wichtigstes Werk ist das inzwischen weltweit benutzte Händel-Werke-Verzeichnis (HWV), dessen drei Bände zwischen 1978 und 1986 erschienen. Von 1991 bis 1993 war er Präsident der Georg-Friedrich-Händel-Gesellschaft in Halle.
1979 wurde er mit dem Händelpreis des Bezirkes Halle ausgezeichnet.